# Гуниця
Гуни́ця (пол. Gunica, нім. Aalbach) — річка в Польщі, у Полицькому повіті Західнопоморського воєводства. Ліва притока Одри (басейн Балтійського моря).

## Опис
Довжина річки 32 км, найкоротша відстань між витоком і гирлом — 18,77 км, коефіцієнт звивистості річки — 1,71 .

## Розташування
Бере початок на околиці села Лєджі ґміни Добра Полицького повіту біля польсько-німецького кордону. Тече переважно на північний схід через Вітожа, Татуня і у місті Полице впадає у річку Одер.

## Цікаві факти
- Біля витоку річки у селі Столець розташований природоохоронний заказник Швідве з однойменним озером.[1]
- Річка протікає територією Пущі Вкжанської (пол. Puszcza Wkrzańska) і є однією з головних її річок.